# Kokoro no Kagami
Singles de SMAP
Seigi no Mikata wa Ateninaranai
(6 décembre 1991) Makeru na Baby! ~Never give up
(8 juillet 1992)
Kokoro no Kagami (心の鏡, trad. : "Miroir de la pensée") est le 3e single du groupe masculin japonais SMAP, sorti en 1992.

## Détails
Le single sort le 18 mars 1992 sous format mini-CD single de 8 cm, il atteint la 3e place des classements hebdomadaires des ventes de l'oricon.
Le single contient la chanson titre, la chanson face-B ZIG ZAG Back Street, ainsi que leur versions instrumentales.
La chanson-titre figurera sur le premier album du groupe SMAP 002, qui sort cinq mois plus tard, en juillet 1992, sous une version remixée. Elle figurera sur certaines et prochaines compilations du groupe comme Smap Vest, compilation de 2001, ou SMAP AID de 2011, sous sa version originale.

## Formation
- Masahiro Nakai (leader) : chœurs
- Takuya Kimura : chant principal, chœurs
- Katsuyuki Mori : chant principal, chœurs
- Tsuyoshi Kusanagi : chœurs (pistes n°1 et 2)
- Goro Inagaki : chœurs (pistes n°1 et 2)
- Shingo Katori : chœurs (pistes n°1 et 2)

## Liste des titres
| 1. | Kokoro no Kagami (心の鏡)                                     |  |
| 2. | ZIG ZAG Back Street (ZIGZAGバック・ストリート)                |  |
| 3. | Kokoro no Kagami (instrumental) (心の鏡)                      |  |
| 4. | ZIG ZAG Back Street (instrumental) (ZIGZAGバック・ストリート) |  |